# Mariusz Błaszczak
Mariusz Błaszczak, né le 19 septembre 1969 à Legionowo, est un homme politique polonais, membre de Droit et justice (PiS). Il est ministre de l'Intérieur de 2015 à 2018, puis ministre de la Défense de 2018 à 2023.

## Biographie

### Vie politique
Il brigue, en novembre 2002, la fonction de bourgmestre de Legionowo, mais, avec à peine 11 % des voix, il n'atteint pas le second tour de scrutin. Peu après, il devient adjoint au bourgmestre du quartier de Wola, à Varsovie. Il est nommé bourgmestre du quartier de Śródmieście en décembre 2004.
Le 31 octobre 2005, il est choisi par le nouveau président du Conseil des ministres, Kazimierz Marcinkiewicz, comme chef de la chancellerie. Reconduit par Jarosław Kaczyński le 14 juillet 2006, il est élu peu après à la diétine de Mazovie. Il est élevé au rang de ministre sans portefeuille le 27 mars 2007.
Pour les élections législatives d'octobre 2007, il est investi candidat dans la circonscription de Varsovie-II. Il y totalise 10 061 voix de préférence et remporte un mandat à la Diète. Il quitte alors le gouvernement et son mandat local.
Le 3 août 2010, à la suite de la mort de Grażyna Gęsicka dans l'accident de l'avion présidentiel polonais à Smolensk, il devient président du groupe parlementaire du PiS. Aux élections législatives de 2011, il recueille 44 319 suffrages préférentiels, soit le meilleur score de la circonscription, puis se voit reconduit à la tête des députés de Droit et justice. Il améliore son résultat aux élections législatives de 2015, avec un total de 73 139 votes préférentiels, arrivant ainsi deuxième, après la présidente de la Diète Małgorzata Kidawa-Błońska.
Mariusz Błaszczak est nommé ministre de l'Intérieur et de l'Administration dans le gouvernement de Beata Szydło, le 16 novembre 2015. Il change de fonction dans le gouvernement de Mateusz Morawiecki le 9 janvier 2018 pour devenir ministre de la Défense nationale, en remplacement d'Antoni Macierewicz.
Le 15 août 2023, jour des Forces armées, le gouvernement polonais annonce l'achat massif de matériel militaire, essentiellement aux États-Unis. Mariusz Błaszczak souligne que c’est « le jour idéal pour montrer notre force, montrer que nous avons construit une armée puissante […]. Dans deux ans, nous aurons l’armée de terre la plus puissante d’Europe ». Les dépenses militaires de la Pologne ont augmenté très significativement depuis 2022 et la guerre russo-ukrainienne, passant de 1,9 % du PIB en 2014 à 3,9 % en 2023, ce qui fait de la Pologne le pays de l'OTAN consacrant la plus large part de son PIB à l'armée.

### Poursuites judiciaires
En mars 2025, il est inculpé par un procureur polonais pour avoir, en 2023, révélé au grand public un plan de défense du pays en cas d'invasion russe. Préparée en 2011, cette stratégie impliquait un retrait de l'armée polonaise en défense derrière la Vistule. L'accusation affirme que la révélation du plan est un abus de pouvoir car celui-ci est classifié.
De son côté, l'homme politique assume sa décision et accuse le gouvernement Tusk III de créer de fausses charges contre lui pour avoir révélé le plan du premier gouvernement Tusk d'« abandonner la moitié de la Pologne sans se battre ». Il se dit prêt à le refaire « sans hésitation » et déclare avoir fait « son devoir ».